# Proton-M
Proton-M je ruska raketa nosač razvijena na osnovama rakete Proton. Raketu projektira i proizvodi Državni istraživački i proizvodni svemirski centar Hruničev iz Moskve. Tvrtka ILS zadužena je za komercijalna lansiranja Protona koja se vrše iz kozmodroma Bajkonur u Kazahstanu. Prvo lansiranje Protona-M odigralo se 7. travnja 2001. godine.

### Opis
Proton-M karakteriziraju izmjene na nižim stupnjevima rakete koje su rezultirale smanjenom masom, povećanim potiskom, unaprijeđenim sustavom za navođenje i boljim iskorištavanjem goriva. Promjene su omogućile podizanje 21,000 kg tereta u nisku orbitu, do 3,000 kg u geosinkronu orbitu i smanjeno zagađivanje okoliša zbog potpunijeg izgaranja toksičnog goriva.
Većina lansiranja Protona-M izvršena su s Briz-M 4. stupnjom rakete koji omogućava lansiranje satelita u geosinkronu orbitu. Za lansiranje navigacijskih satelita GLONASS koristio se Block-DM umjesto već navedenog Briz-M stupnja. Do danas Proton-M nije lansiran bez 4. stupnja, ali trostupanjska konfiguracija rakete dostupna je komercijalnim korisnicima, a 2013. raketa bi u toj konfiguraciji trebala ponesti modul Međunarodne svemirske postaje Nauka i Europsku Robotsku Ruku.

#### Proton-M Enhanced
ILS je 7. srpnja 2007. lansirala prvi Proton-M Enhanced, koja je ponijela satelit DirectTV-10 u orbitu. Lansirana raketa imala je učinkovitije motore na 1. stupnju, unaprijeđenu avioniku, lakše spremnike goriva i jače orijentacijske motore na Briz-M stupnju. Smanjenje mase postignuto je korištenjem kompozitnih materijala i tanjim stijenkama na spremnicima goriva. Nakon uspješnih lansiranja osnovna verzija Protona-M povučena je iz upotrebe u studenom 2007.
ILS je u 2010. godini objavio da će Proton-M Phase III postati standardna konfiguracija rakete za komercijalna lansiranja. Ova verzija rakete moći će podići 6,150 kg u GTO orbitu.

#### Pouzdanost
Do listopada 2013. Proton-M imao je 8 neuspješnih letova. Dva neuspješna leta bila su posljedica neispravnosti same rakete, za pet neuspjeha je kriv godnji stupanj rakete Briz-M i jedan neuspješan let je posljedica prevelike količine goriva u gornjem stupnju rakete Block DM-03. 
Protona-M je jednu od najtežih nesreća prilikom lansiranja imao 2. srpnja 2013. godine. Raketa se nakon 30 sekundi leta zabila u tlo nedaleko od lansirne rampe, uništila 3 GLONASS satelita i izbacila oblak otrovnog raketnog goriva. Uzrok nesreće bili su naopako postavljeni senzori kutne brzine.

#### Karakteristike
| parametar           | vrijednost (za Proton-M/Briz-M) |
| ------------------- | ------------------------------- |
| visina              | 53.0 m                          |
| promjer             | 7.4 m                           |
| masa                | 712.800 kg                      |
| broj stupnjeva      | 3 ili 4                         |
| nosivost (LEO)      | 22.000 kg                       |
| nosivost (GTO)      | 6.700 kg                        |
| broj lansiranja     | 115                             |
| uspješna lansiranja | 105                             |
| prvo lansiranje     | 7. travnja 2001.                |
| zadnje lansiranje   |                                 |

| parametar         | 1. stupanj       | 2. stupanj  | 3. stupanj  | 4. stupanj |
| ----------------- | ---------------- | ----------- | ----------- | ---------- |
| motor             | 6 x RD-253-14D14 | 3 x RD-0210 | 1 x RD-0212 | 1 x S5.98M |
| potisak           | 10.532 kN        | 2.399 kN    | 630 kN      | 19.6 kN    |
| specifičan impuls | 285 s            | 230 s       | 230 s       | 326 s      |
| dužina izgaranja  | 108 s            | 206 s       | 238 s       | 3,000 s    |
| gorivo            | N2O4/UDMH        | N2O4/UDMH   | N2O4/UDMH   | N2O4/UDMH  |